# لارس هافارد هاوغن
لارس هافارد هاوغن (بالبوكمول: Lars Håvard Haugen) هو مغني وموسيقي وكاتب أغاني وعازف قيثارة نرويجي، ولد في 29 نوفمبر 1969.

## وصلات خارجية
- لارس هافارد هاوغن على موقع IMDb (الإنجليزية)
- لارس هافارد هاوغن على موقع ميوزك برينز (الإنجليزية)
- لارس هافارد هاوغن على موقع ديسكوغز (الإنجليزية)